# Хіґасіно Аріса
Аріса Хіґасіно (яп. 東野 有紗, 1 серпня 1996) — японська бадмінтоністка, бронзова призерка Олімпійських ігор 2020 року.

## Виступи на Олімпіадах
| Олімпіада  | Дисципліна             | Місце |
| ---------- | ---------------------- | ----- |
| Токіо 2020 | змішаний парний розряд | 3     |